# Justus Bender (Richter)

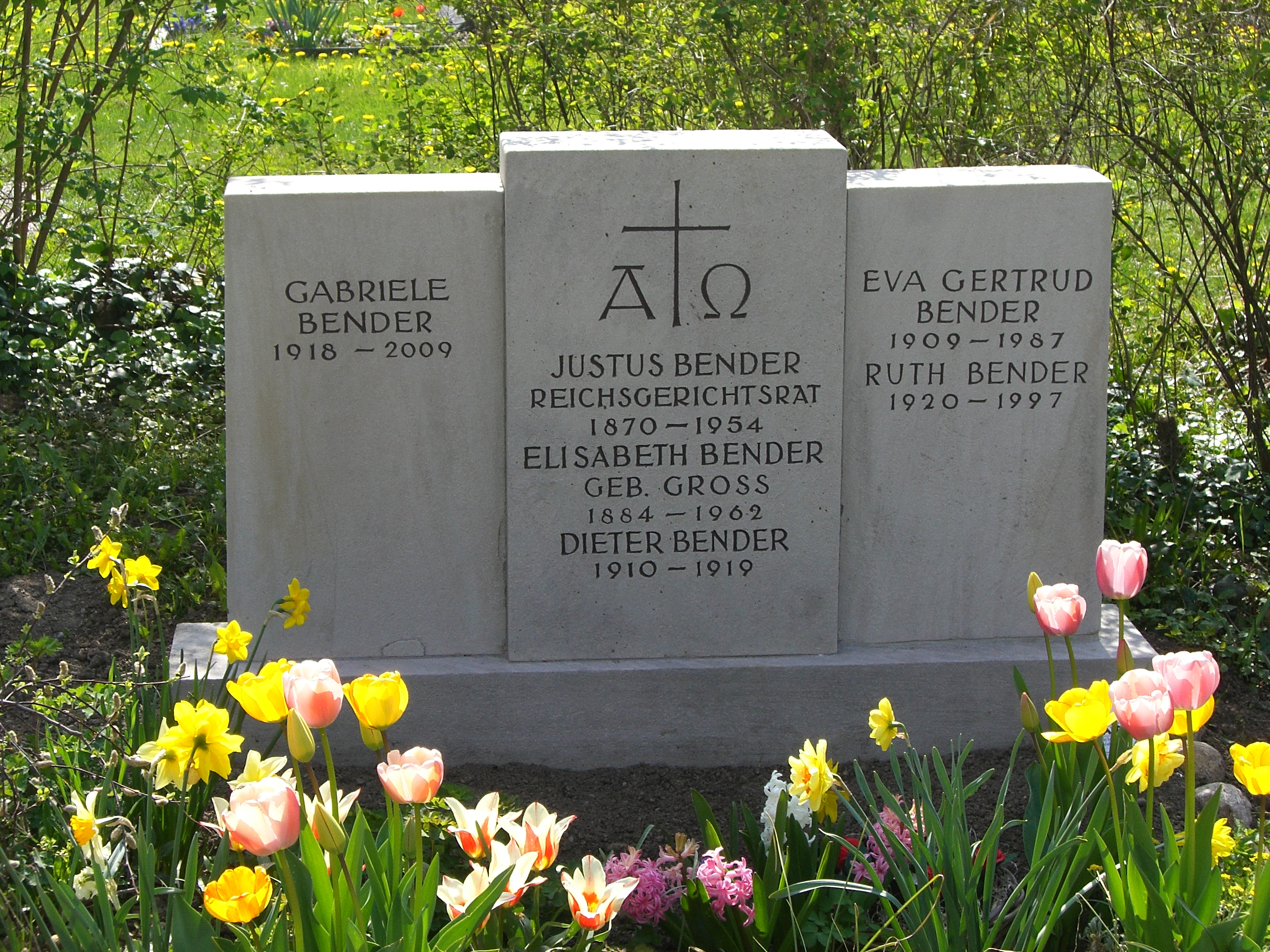
Grab von Justus Bender auf dem Hauptfriedhof Freiburg im Breisgau

Justus Bender (* 24. Januar 1870 in Tauberbischofsheim; † 1954) war ein deutscher Reichsgerichtsrat. 

## Leben
Bender legte die juristischen Prüfungen 1892 mit der Note „hinlänglich“ und 1897 mit der Note „gut“ ab. 1898 ernannte man ihn zum Amtsrichter in Philippsburg. 1901 wurde er zum Hilfsrichter beim Landgericht Freiburg und Karlsruhe ernannt. 1904 wurde er Oberamtsrichter in Pforzheim und Karlsruhe. 1905 wurde er zum Landgerichtsrat in Freiburg befördert. Dort wurde er 1908 Staatsanwalt. Am Ersten Weltkrieg nahm er nicht teil. 1917 erfolgte die Beförderung zum I. Staatsanwalt und 1920 zum Oberstaatsanwalt beim Landgericht Mannheim. Im Januar 1923 wurde er Landgerichtsdirektor am Landgericht Karlsruhe. Dezember 1925 kam er an das Reichsgericht. Er war im IV. und II. Strafsenat tätig. 1937 trat er in den Ruhestand.